# (832) Karin
(832) Karin es un asteroide perteneciente al cinturón de asteroides descubierto el 20 de septiembre de 1916 por Maximilian Franz Wolf desde el observatorio de Heidelberg-Königstuhl, Alemania.
Está nombrado en honor de la reina sueca Karin Månsdotter (1550-1612).
Forma parte de la familia asteroidal de Coronis.